# Henry King (3e baronnet)
Pour les articles homonymes, voir Henry King (homonymie) et King.
Henry King (c. 1681 - 1er janvier 1740) est un homme politique anglo-irlandais.

## Biographie
Il est le deuxième fils de Robert King (1er baronnet) et Frances Gore. Il siège à la Chambre des communes irlandaise en tant que député de Boyle entre 1707 et 1727. En 1720, il succède à son frère aîné, John, comme baronnet. Il représente le comté de Roscommon de 1727 à 1740. En 1733, il est nommé membre du Conseil privé d'Irlande.
Il épouse Isabella Wingfield, fille d'Edward Wingfield et d'Eleanor Gore, en avril 1722. Leur fils aîné, Robert King (1er baron Kingsborough), est fait baron Kingsborough en 1748, tandis que leur deuxième fils, Edward King, est nommé comte de Kingston en 1768.